# Reyer Venezia Mestre Femminile 2020-2021
Questa voce raccoglie le informazioni riguardanti il Reyer Venezia Mestre Femminile nelle competizioni ufficiali della stagione 2020-2021.

## Stagione
La stagione 2020-2021 della Umana Venezia è stata la diciottesima che ha disputato in Serie A1 dalla rifondazione del 1998.
La squadra ha partecipato all'EuroCup; raggiunta la finale imbattuta, perde in gara unica contro Valencia B.C..
Il 16 maggio vince lo scudetto dopo gara 5 della finale play-off, battendo le detentrici del Famila Schio.

## Verdetti stagionali
Competizioni nazionali
- Serie A1: (34 partite)

stagione regolare: 1º posto su 14 squadre (24-1);
play-off: Vincitrice contro Schio (3-2).
- Coppa Italia: (3 partite)

finale persa contro Schio (55-69).
- Supercoppa italiana: (3 partite)

finale vinta contro Schio (73-64).
Competizioni europee
- EuroCoppa: (7 partite)

stagione regolare: 1º posto nel gruppo E (3-0);
finale persa contro Valencia BC (81-82).

## Roster
| Umana Reyer Venezia | Umana Reyer Venezia |
| Giocatrici          | Staff tecnico       |
| ------------------- | ------------------- |

| 4  | Italia (bandiera)                           | C  | Martina Bestagno (C)       | 1990 | 189 cm |  |  |
| 5  | Italia (bandiera)                           | P  | Debora Carangelo           | 1992 | 169 cm |  |  |
| 6  | Stati Uniti (bandiera)                      | A  | Natasha Howard             | 1991 | 188 cm |  |  |
| 9  | Italia (bandiera)                           | GA | Francesca Pan              | 1997 | 180 cm |  |  |
| 10 | Italia (bandiera)                           | G  | Giulia Natali              | 2002 | 176 cm |  |  |
| 12 | Stati Uniti (bandiera)                      | G  | Yvonne Anderson            | 1990 | 170 cm |  |  |
| 13 | Lituania (bandiera)                         | C  | Gintarė Petronytė          | 1989 | 197 cm |  |  |
| 14 | Regno Unito (bandiera) · Nigeria (bandiera) | AC | Temitope Titilola Fagbenle | 1992 | 193 cm |  |  |
| 20 | Italia (bandiera)                           | C  | Laura Meldere              | 2001 | 191 cm |  |  |
| 30 | Italia (bandiera)                           | P  | Beatrice Attura            | 1994 | 170 cm |  |  |
| 31 | Italia (bandiera)                           | A  | Anna Daria Rescifina       | 2003 | 182 cm |  |  |
| 33 | Italia (bandiera)                           | A  | Francesca Leonardi         | 2002 | 184 cm |  |  |
| 34 | Italia (bandiera)                           | G  | Noemi Celani               | 2003 | 182 cm |  |  |
| 35 | Italia (bandiera)                           | A  | Chiara Camporeale          | 2001 | 181 cm |  |  |
| 41 | Italia (bandiera)                           | A  | Elisa Penna                | 1995 | 186 cm |  |  |

| Allenatore                                                                                         |
| - Giampiero Ticchi                                                                                 |
| Assistente/i                                                                                       |
| - Massimo Romano - Juan Pernias Escrig Legenda - (C) Capitano Roster Aggiornato al: 4 gennaio 2021 |